# IJsselkade (Kampen)
De IJsselkade is een straat in het centrum van de Nederlandse stad Kampen. Deze straat loopt evenwijdig aan de IJssel, vanaf de Buitenkade tot de Vloeddijk en de De la Sablonièrekade, waar hij in overgaat. De IJsselkade is ongeveer 1100 meter lang.
Zijstraten van de IJsselkade zijn de Herensmitsteeg, Karpersteeg, Marktgang, Vispoort kruising Stadsbrug, Lampetpoort.
Er bevinden zich aan deze straat diverse monumentale panden waaronder Van Heutszkazerne en de voormalige synagoge.

## Geschiedenis
Rond de achttiende eeuw kwamen er Hoogduitse joden naar Kampen toe. Doordat hun aantal danig toenam besloot men in 1767 een synagoge in een gehuurd pand in te richten bij de Koornmarkt (thans Voorstraat). In 1778 werd dit kerkhuis aangekocht en in 1794 breidde men dit uit. Op den duur voldeed de synagoge niet meer aan de behoefte en werd deze in 1847 vervangen door een nieuw gebouw dat zich thans aan de IJsselkade bevindt. Het is niet meer in gebruik als synagoge, maar doet momenteel dienst als cultureel centrum. De verwachting is echter dat de gemeente Kampen het cultureel centrum wil verhuizen naar de Van Heutszkazerne aan de IJsselkade die dan hiervoor ingericht gaat worden.

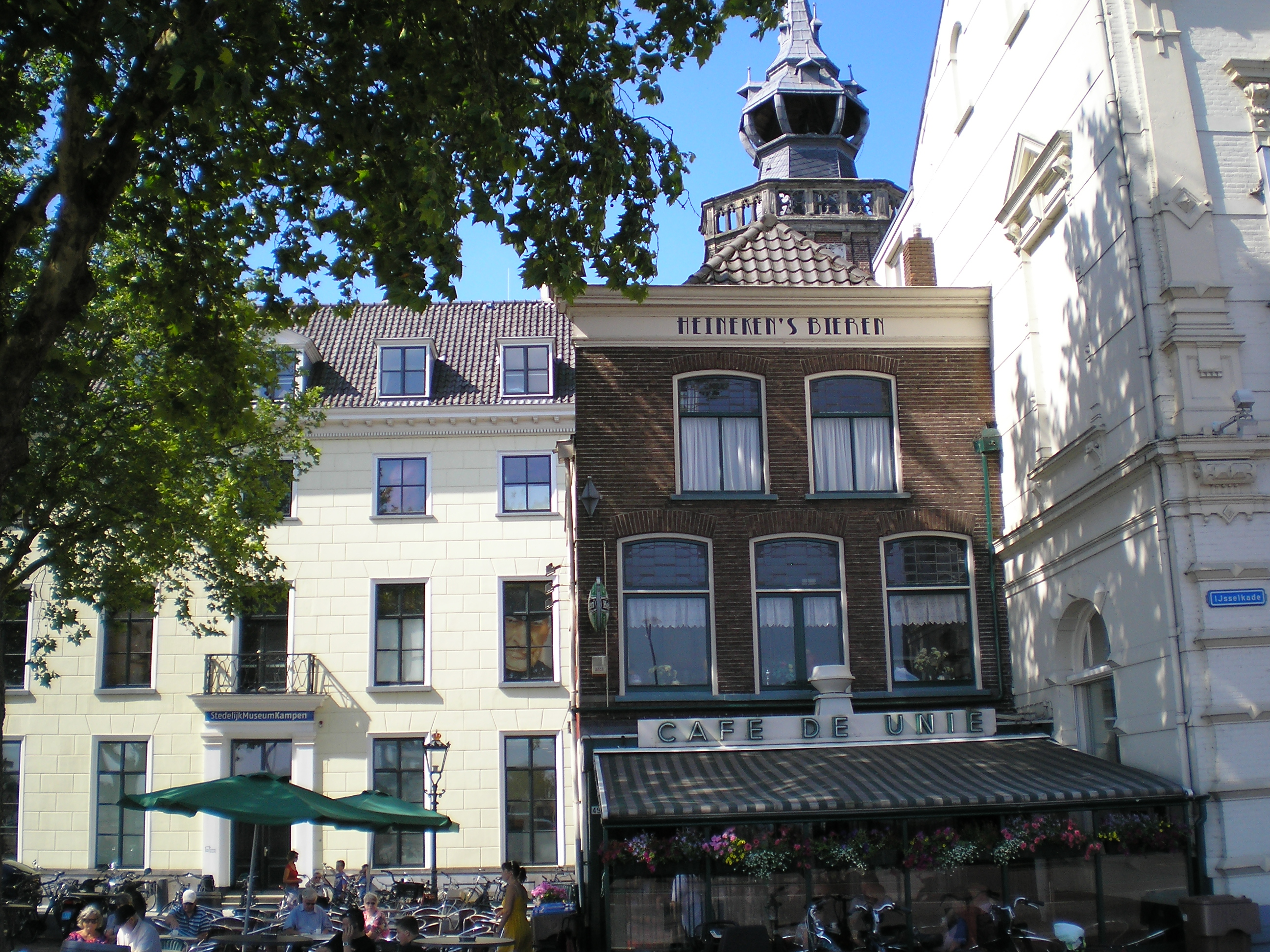
IJsselkade met op de achtergrond het stadhuis
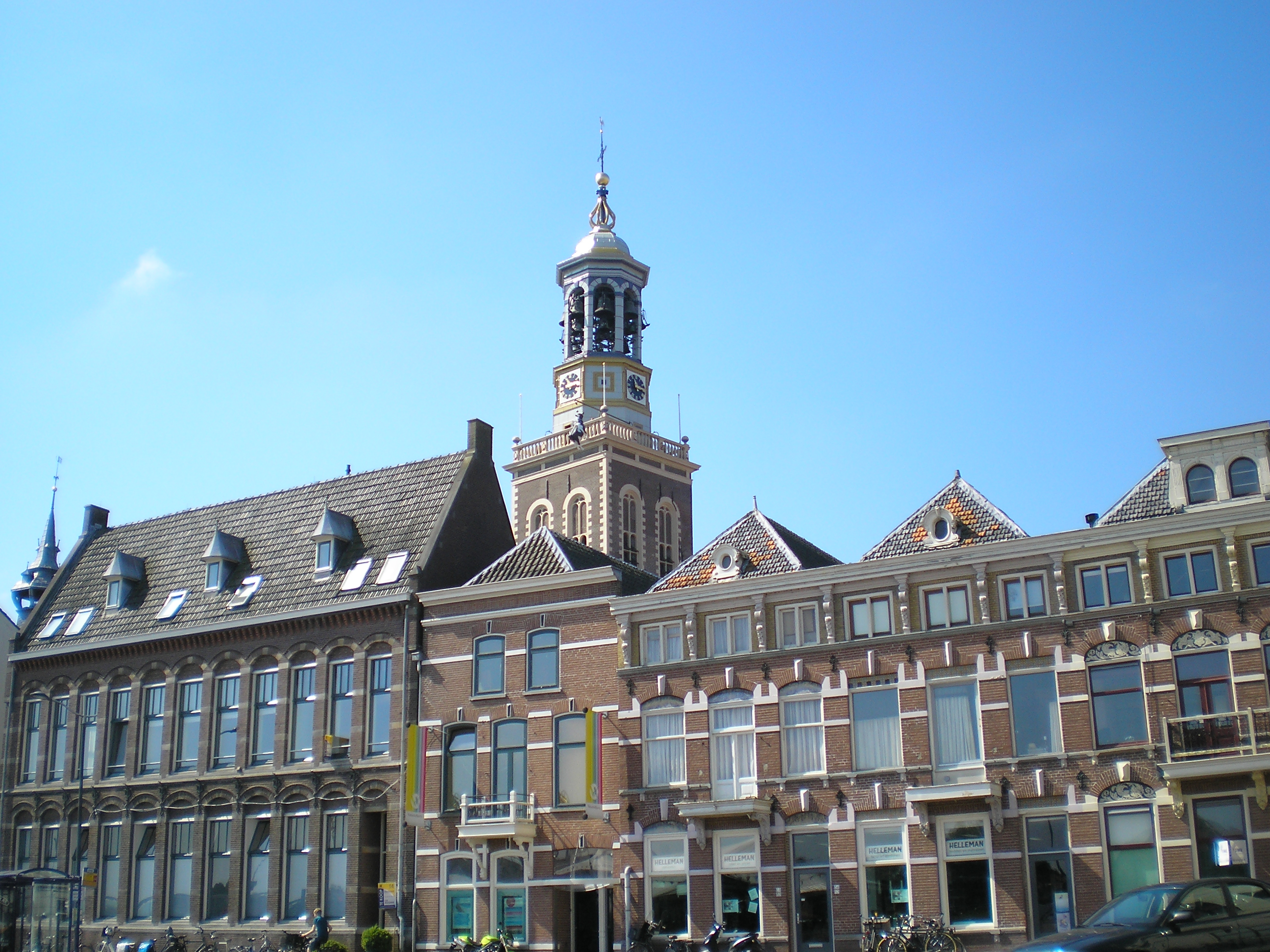
IJsselkade met op de achtergrond de Nieuwe Toren
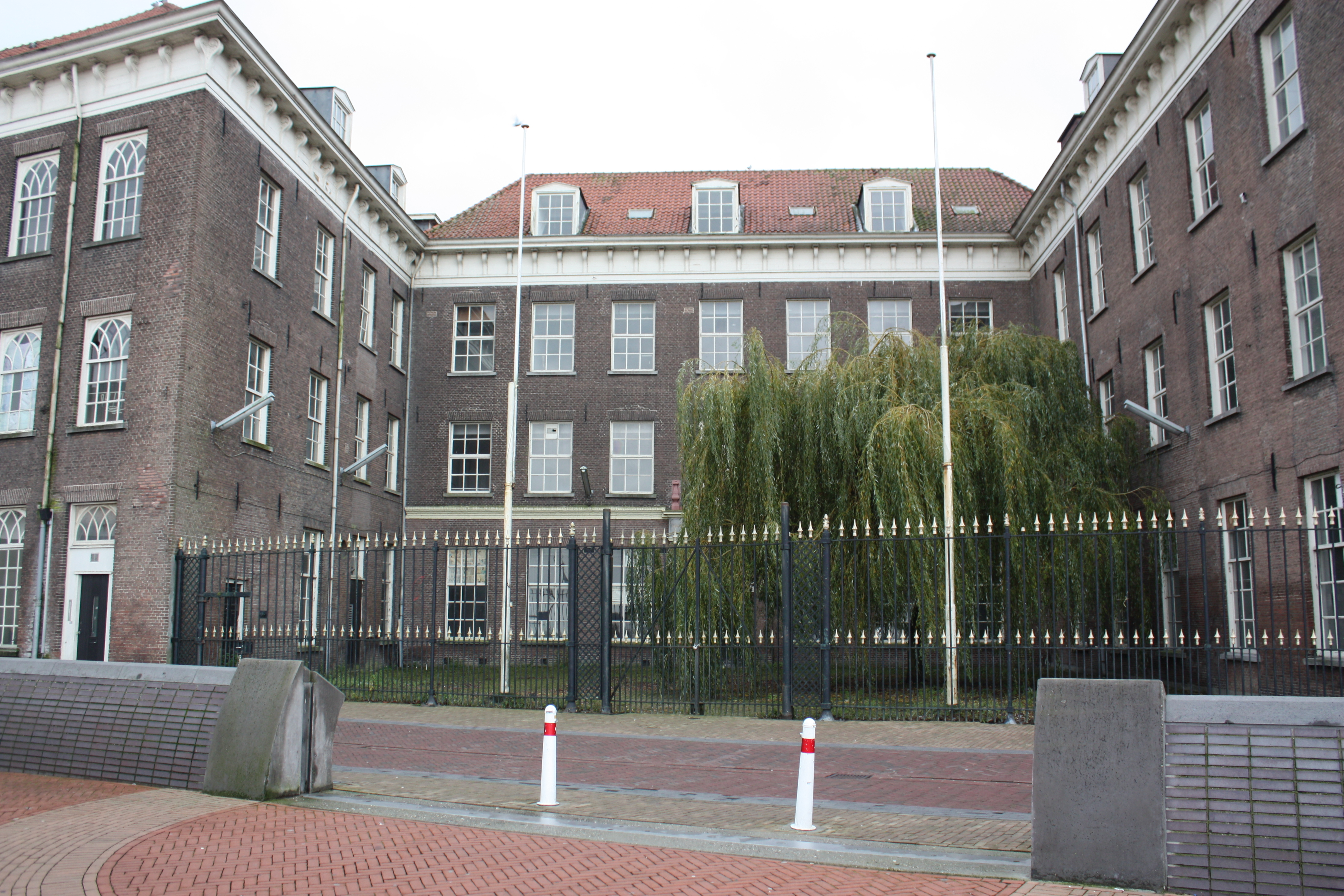
Voormalige Van Heutszkazerne aan de IJsselkade (rijksmonument)
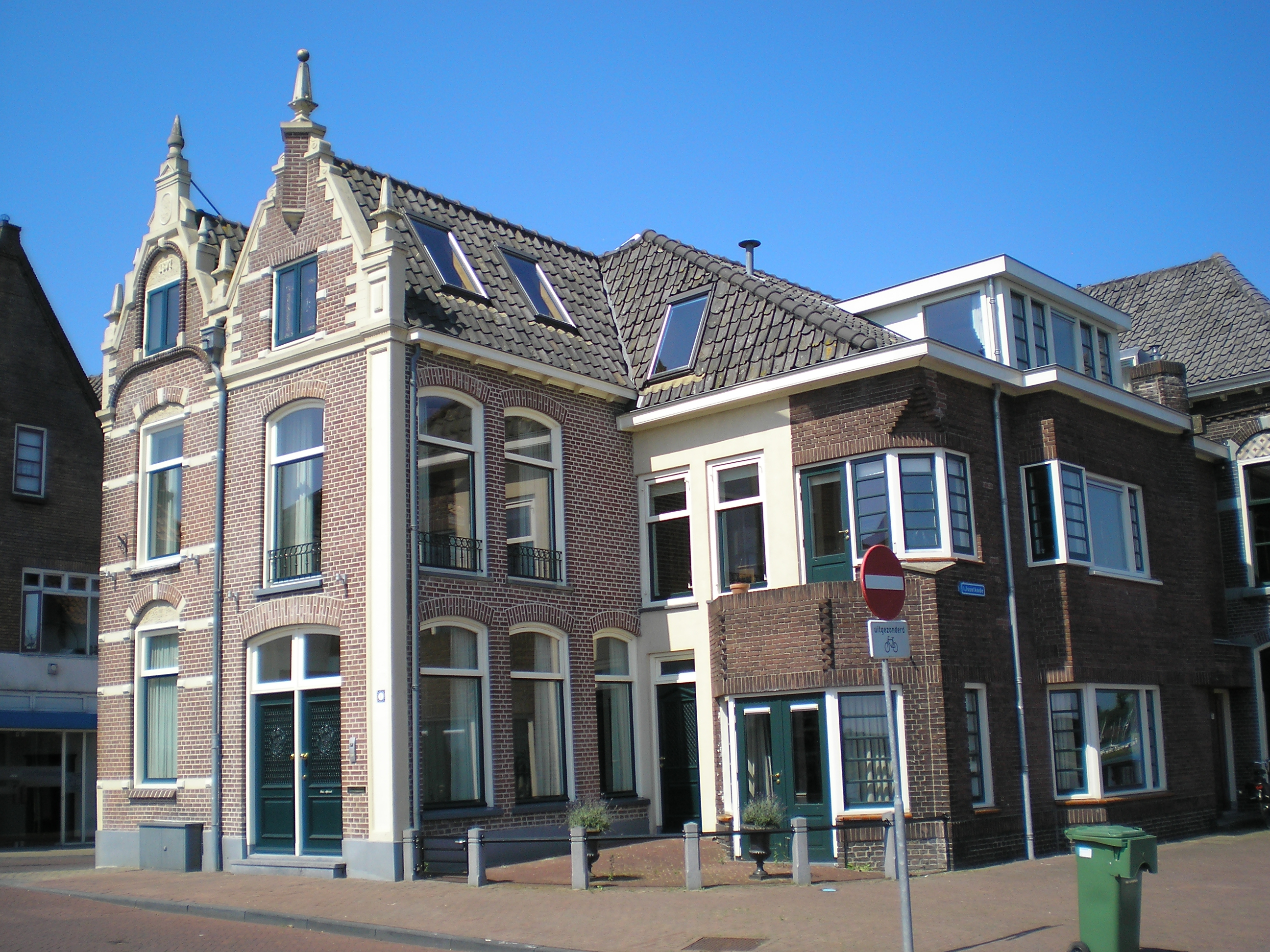
IJsselkade met op de achtergrond de Oudestraat
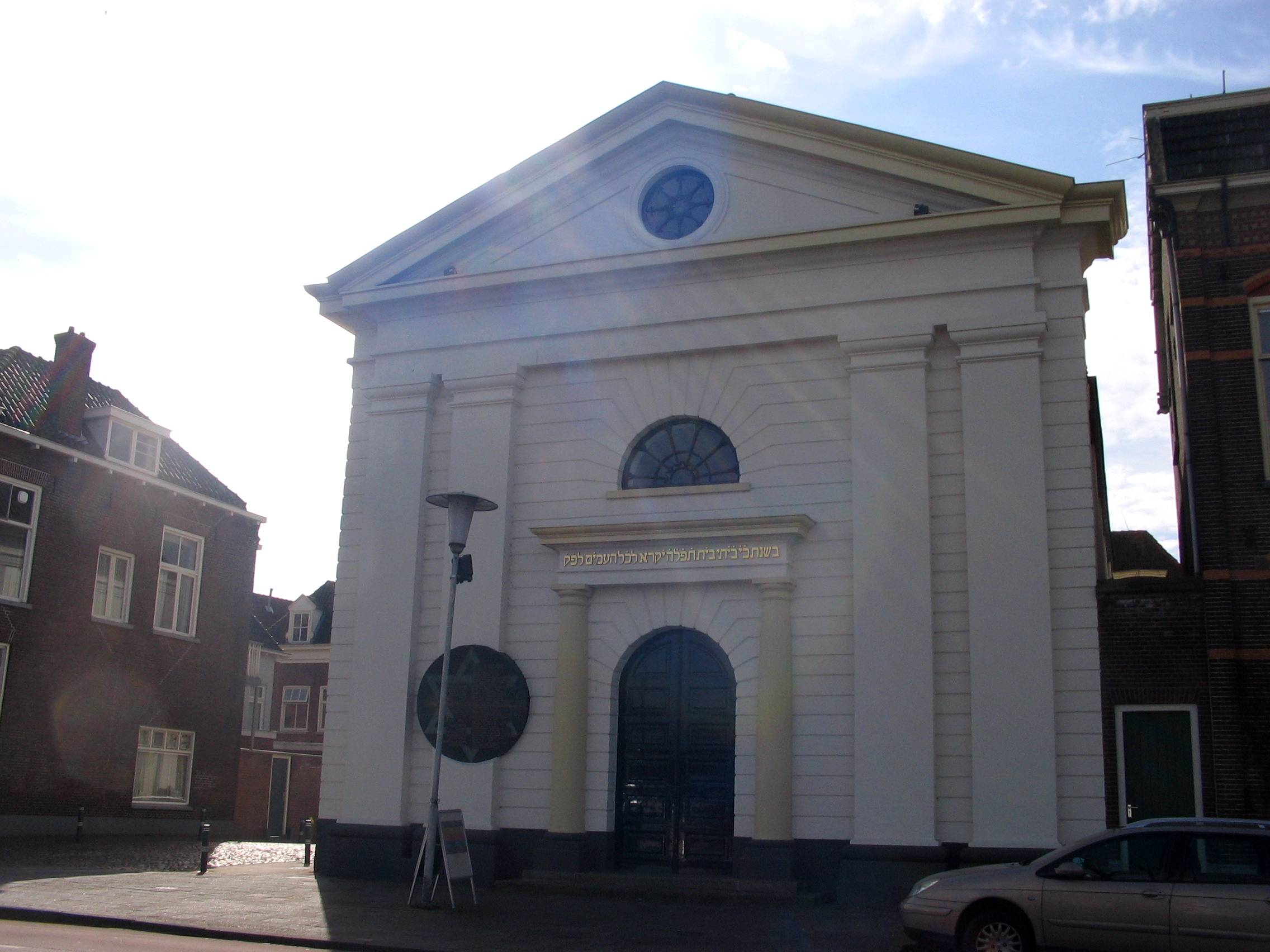
Voormalige synagoge aan de IJsselkade 33 (rijksmonument)
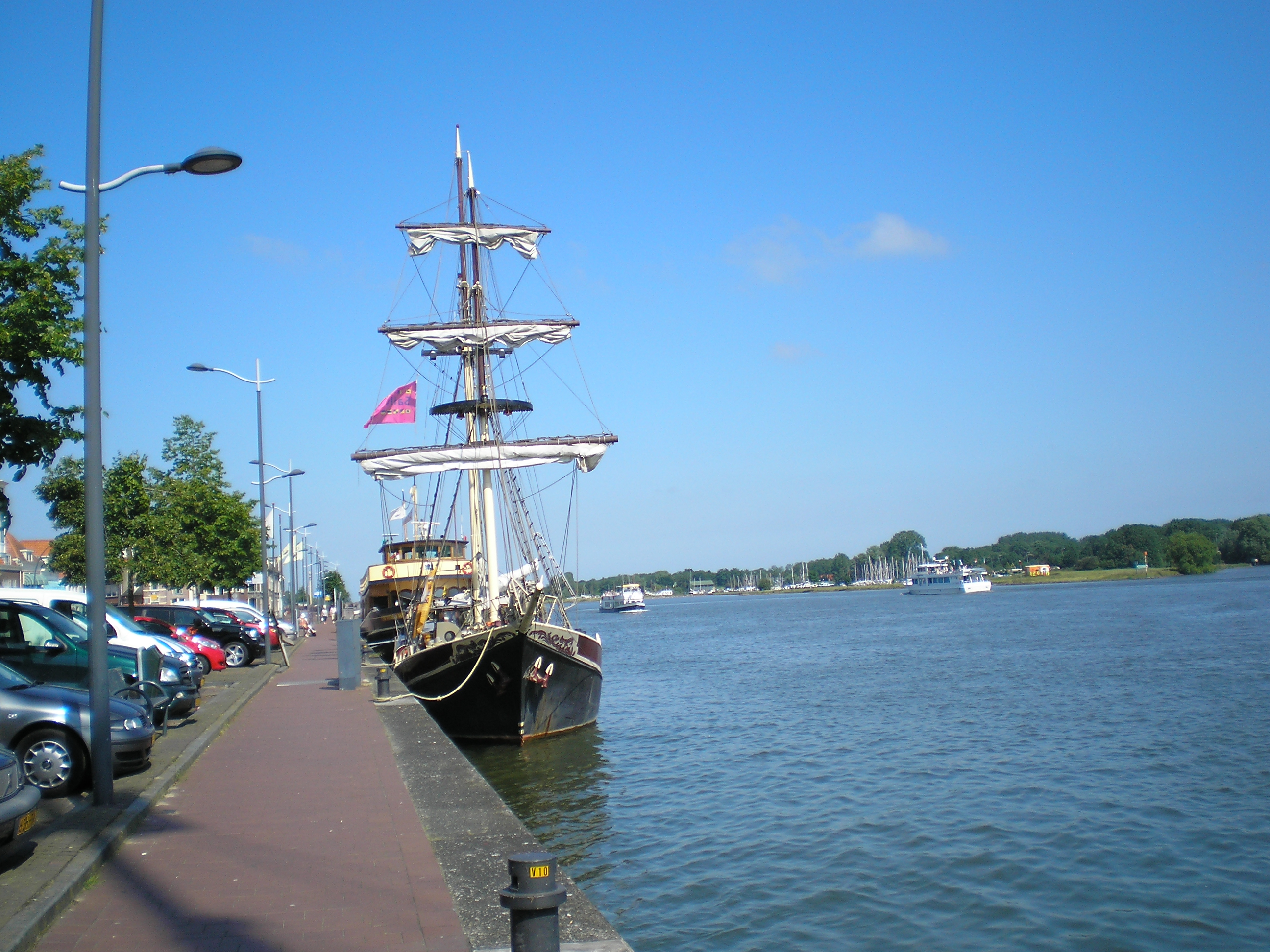
De IJssel langs de IJsselkade in Kampen
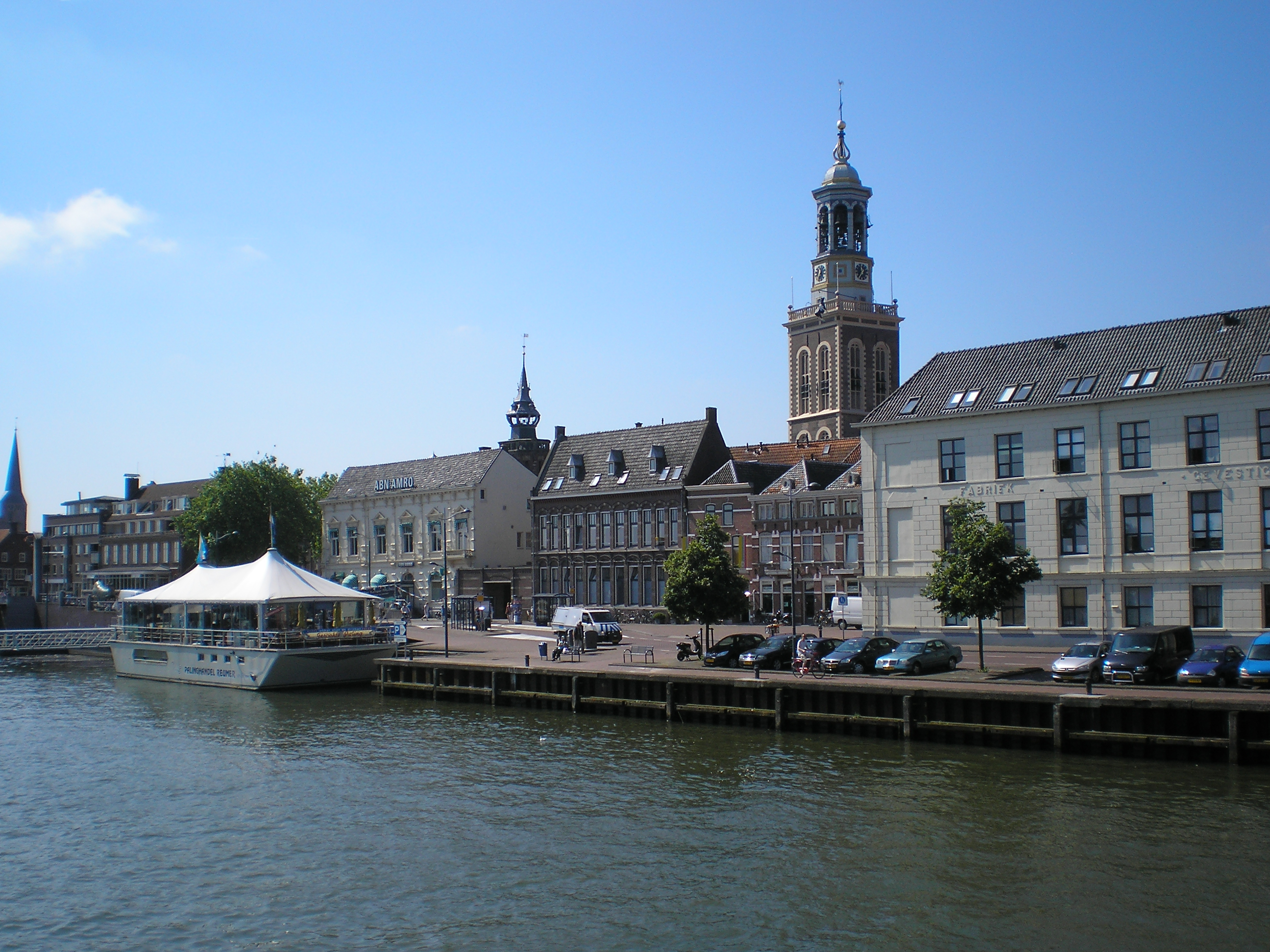
De IJsselkade gezien vanaf de IJssel
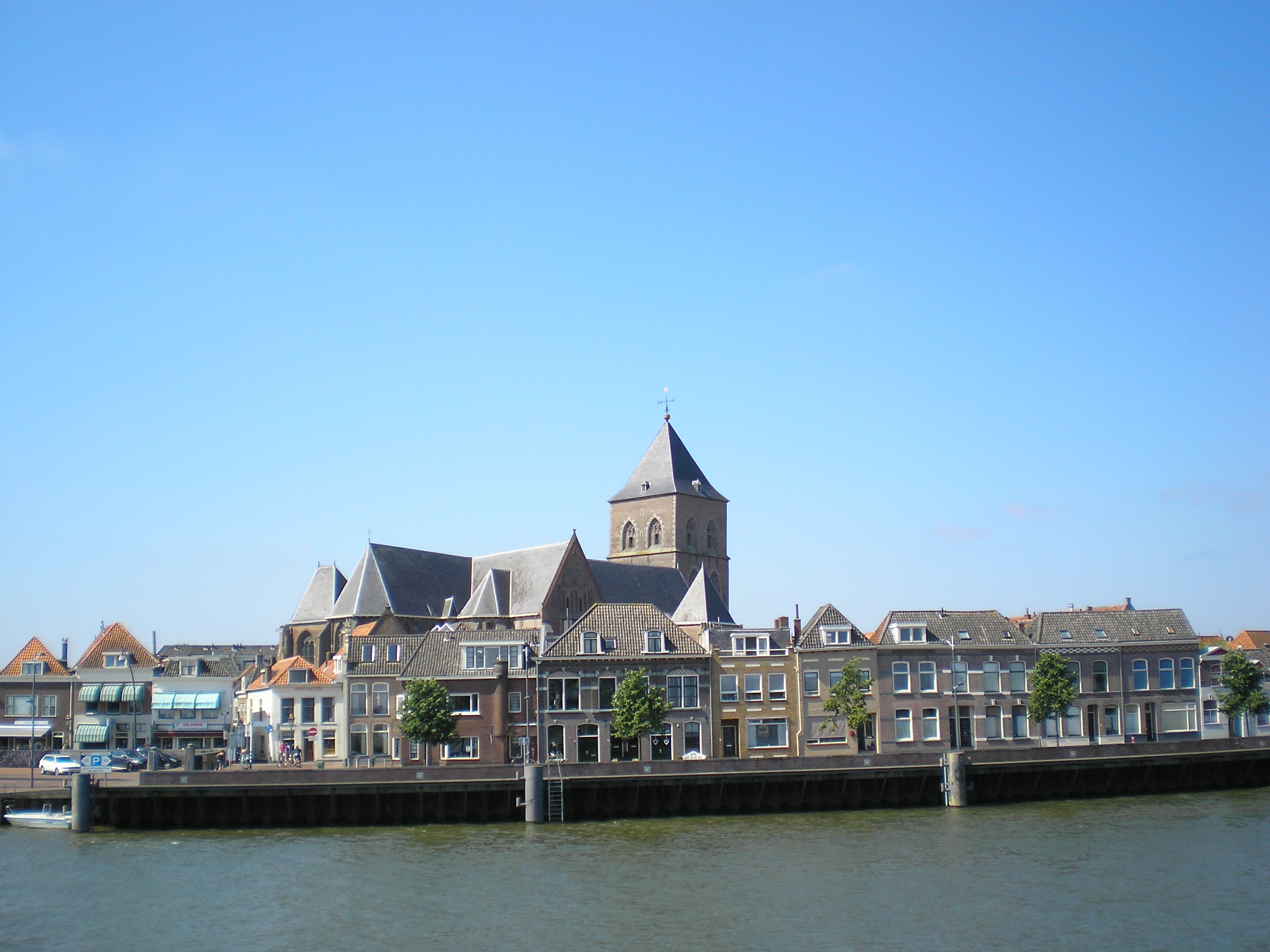
De IJsselkade met op de achtergrond de Buitenkerk
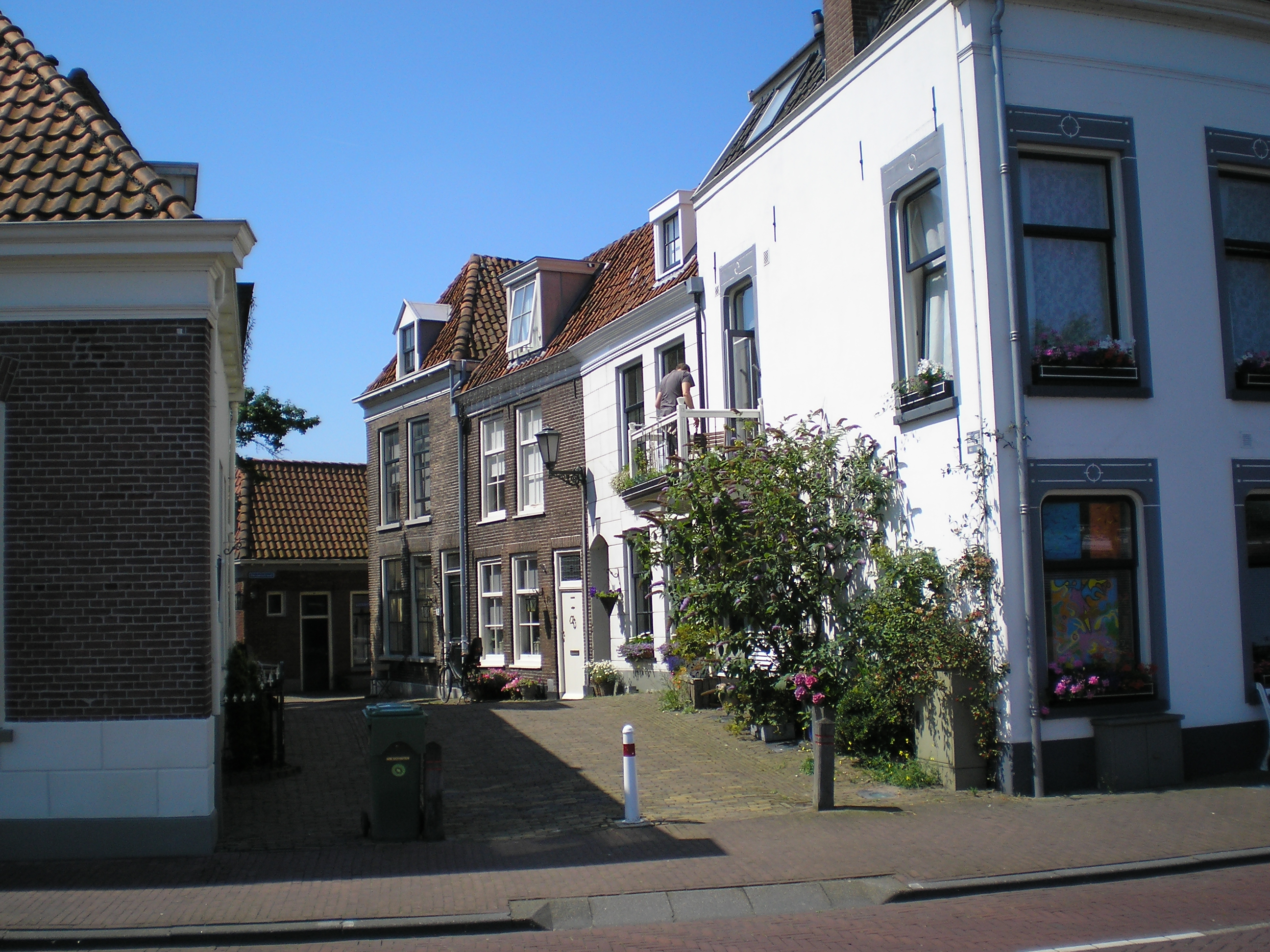
Herensmitsteeg hoek IJsselkade

Botermarkt ·
Broederweg ·
Buiten Nieuwstraat ·
Burgwal ·
Burgwalstraat ·
Gasthuisstraat ·
Geerstraat ·
Groenestraat ·
Kerkstraat ·
Koornmarkt ·
Muntplein ·
Nieuwe Markt ·
Oude Raadhuisplein ·
Oudestraat ·
Plantage ·
Van Heutszplein ·
Vloeddijk ·
Voorstraat ·
IJsselkade